# Alyssum haradjianii
Alyssum haradjianii är en korsblommig växtart som beskrevs av Karl Heinz Rechinger. Alyssum haradjianii ingår i släktet stenörter, och familjen korsblommiga växter. Inga underarter finns listade i Catalogue of Life.